# Margaret Whitehead
Margaret McRae Whitehead (28 de septiembre de 1948) preside la posición W.H. Duncan en  Salud Pública en la Universidad de Liverpool. Lidera el Centro Colaborador de Investigación Política sobre Determinantes Sociales de la Salud de la Organización Mundial de la Salud.
Whitehead ha publicado extensamente sobre los efectos de la igualdad social en la salud y también sobre las consecuencias sociales de la enferma crónica. Ha sido asesora de política de gobierno y ha escrito reportes para la OMS sobre cómo abordar las desigualdades en salud.
Es también editora asociada del Grupo de Revisión de Salud Pública  Cochrane desde 2008 y es profesora visitante en el Instituto Karolinska.

## Premios
Whitehead fue nombrada Dame Comandante de la Orden del Imperio británico (DBE) en el año 2016 por sus servicios a la salud pública.

## Investigación
Sus intereses de investigación han sido la evaluación de políticas y estrategias para abordar desigualdades en salud y en atención en salud. El programa de investigación que Whitehead lidera actualmente se enfoca en las dimensiones sociales de la salud-enfermedad. En particular, caracteriza rutas sociales desde y hacia las desigualdades en salud y sus implicaciones para desarrollar políticas sociales y sanitarias más eficaces. El programa explora no sólo las causas sociales de salud-enfermedad, sino también las consecuencias adversas de tener una enfermedad crónica, como la reducción de ingresos y oportunidades laborales, el estigma y aislamiento sociales en relación con  condiciones concretas. Enfatiza mucho en la transferencia de conocimiento: en encontrar maneras de que la evidencia de investigación llegue a dónde es más útil y en informar al desarrollo de política y prácticas de salud pública.